# 단판류
단판류(單板類, Monoplacophora)는 한 개의 넓적한 방패 모양의 대칭적인 껍데기를 가지고 있는 연체동물중 한 분류로 아가미는 5-6쌍이며 눈과 촉각이 없는 특징이 있다. 전 세계에 걸쳐 2,000-7,000m의 깊은 바다 진흙 속에서 채집되었다. 현재 네오필리나를 비롯하여 29종이 알려져 있다.